# Tolleranza religiosa

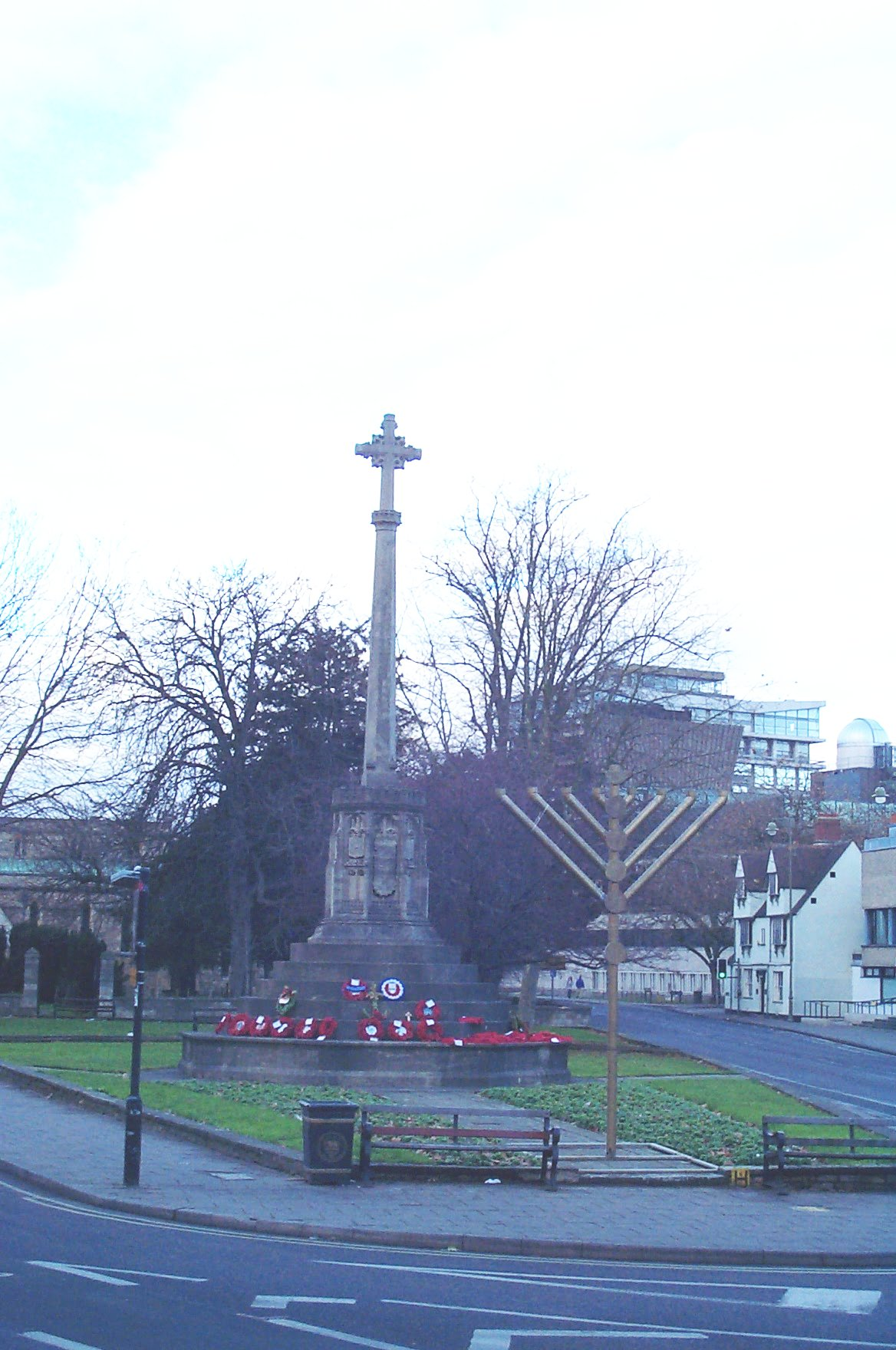
Esempio di tolleranza religiosa: una croce cristiana di un monumento ai caduti in guerra affiancata da una menorah per la festa ebraica dell'Hanukkah.

La tolleranza religiosa è la condizione attraverso la quale le credenze e le pratiche di una o più religioni, diverse da quella professata all'interno di un popolo o di una nazione, vengono accettate o consentite.
In particolare, in una nazione in cui vige una religione di Stato, essa va intesa come la concessione da parte del governo di praticare altre confessioni al fianco di quella ufficiale. Tale tolleranza garantisce l'immunità da qualsiasi tipo di persecuzione per le religioni aliene accettate dal governo, ma può, in alcuni casi, essere accompagnata anche da forme di discriminazione, a seconda di quali religioni vengano consentite e quali no. A differenza della libertà di religione, infatti, ciò non implica che tutte le religioni siano uguali dinanzi alla legge, in quanto si tratta di un privilegio concesso dal governo e non di un diritto contro di esso.
A livello individuale, la tolleranza religiosa indica un'attitudine ad accettare le religioni altrui, anche se non se ne riconoscono in tutto o in parte alcuni aspetti. Ciò è fondamentale, poiché vari popoli hanno spesso avuto a che fare con credenze religiose ritenute idolatre, superstiziose, eretiche o scismatiche.
Storicamente la tolleranza religiosa è stata oggetto di contese non solo sul fatto se sia consentito o meno che altre fedi possano essere professate liberamente, ma anche su se sia il caso che un governante credente possa essere tollerante o consenta che anche il suo popolo lo sia.
In Europa l'idea di tolleranza religiosa fu introdotta nel XVI secolo dagli intellettuali umanisti; ad indicare la concordia fra le religioni cristiane furono anzitutto Erasmo da Rotterdam e Thomas More.

## Erasmo da Rotterdam

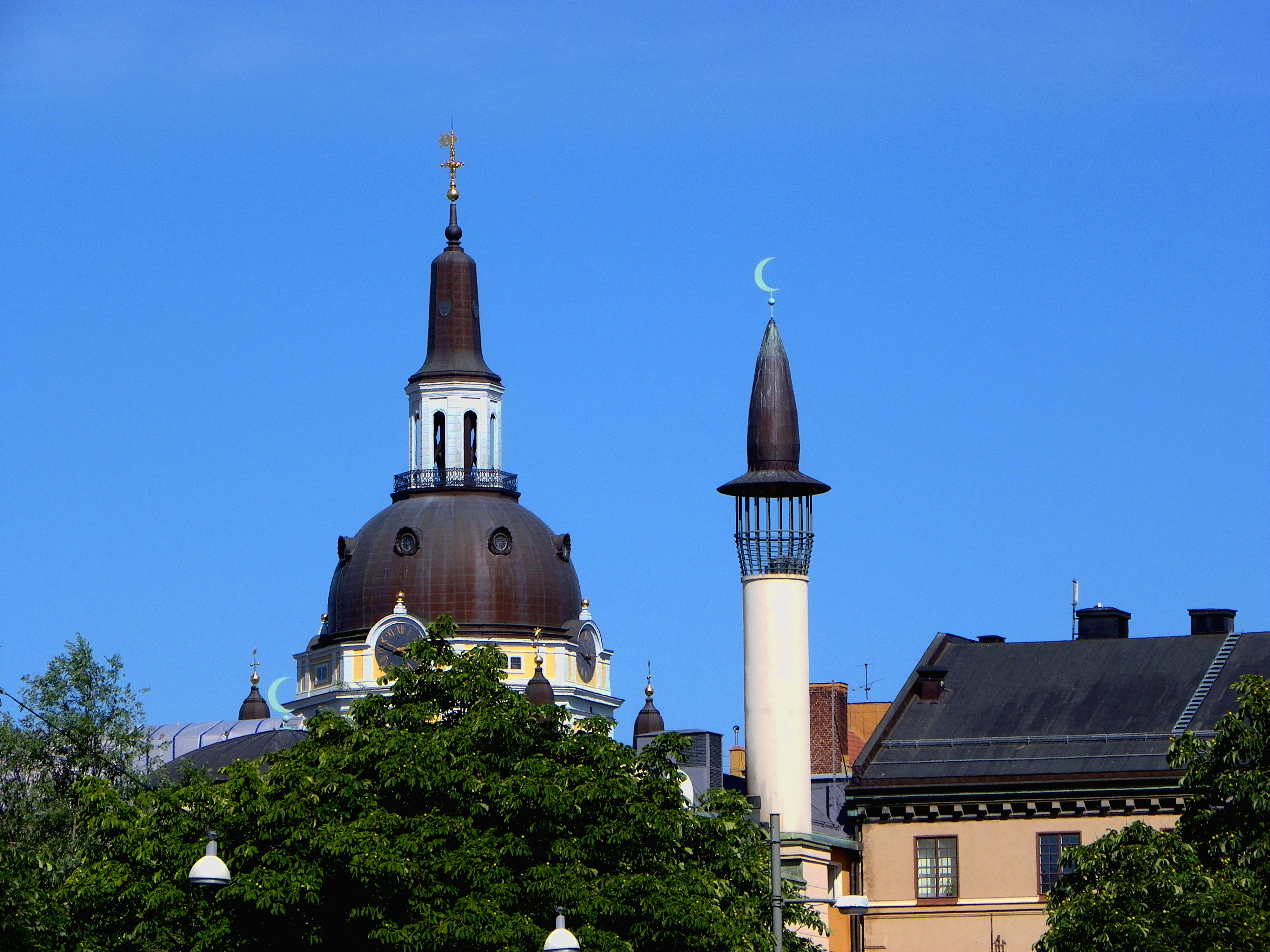
Coesistenza di culture religiose in Svezia: il minareto della Moschea di Stoccolma presso la Chiesa di Caterina

La causa scatenante che portò la cultura europea a prendere in considerazione il concetto di tolleranza religiosa riproposta alla cultura europea fu la Riforma luterana. La frattura tra i diversi fronti religiosi e politici e la comparsa di una molteplicità di confessioni (luterani, calvinisti, anabattisti) davano al dissenso religioso una visibilità inusitata e costringevano ogni sovrano a fare i conti con la presenza, entro la propria giurisdizione, di sudditi che professavano un credo diverso da quello ufficiale.
La pace di Augusta (1555) formalizzò il principio del Cuius regio, eius religio secondo il quale i sudditi avrebbero dovuto abbracciare la fede del proprio re. I fautori della tolleranza sostenevano che il credo religioso fosse il risultato di una libera scelta ed appartenesse ad una sfera, quella della coscienza morale individuale, nella quale lo Stato non poteva intromettersi.
Erasmo fu tra i primi a trattare il problema della tolleranza all'interno di un discorso più ampio legato alla pace. Erasmo guardava all'antichità e alla forza di persuasione dei retori e quindi al potere della parola. Erasmo poneva la differenza tra l'uomo e la bestia proprio nella parola e nella capacità di comunicazione verbale per cui non comprendeva perché la Chiesa volesse costringere l'uomo a dedicarsi ad una religione mediante la forza invece che con la parola.
L'opera in cui si pensa che Erasmo abbia dato la maggiore lezione sulla tolleranza è proprio il De libero arbitrio scritto per contrastare la dottrina luterana così lontana dalle proprie posizioni tipiche dell'Umanesimo cristiano.

## Sebastiano Castellione
Una trattazione chiara e sistematica sulla tolleranza si ebbe grazie a Sebastiano Castellione con il suo De haereticis, an sint persequendi,... del 1554, una raccolta di testi dai Padri della Chiesa fino ad Erasmo, in cui si sosteneva che nessuno poteva giudicare e risolvere le questioni di fede perché si trattava di "materia divina" e quindi non pienamente comprensibile all'uomo. L'opera venne pubblicata a Basilea con lo pseudonimo di Martinius Bellius.
L'idea di scrivere questa opera era nata in seguito all'esecuzione di Michele Serveto, mandato al rogo a Ginevra su decreto della chiesa riformata della città istigata da Giovanni Calvino.
Per questa opera Castellio è stato considerato spesso un precursore delle idee del razionalismo seicentesco e addirittura di alcune idee dell'Illuminismo.

## L'editto di Nantes
Dopo tanti secoli in cui i sudditi non avevano libertà di religione ed erano vincolati alla fede del proprio sovrano, una prima svolta si verificò con l'editto di Nantes (1598) con cui il re di Francia Enrico IV riconobbe diritti civili e libertà agli Ugonotti (protestanti tendenti al calvinismo), ma la strada era ancora lunga: la presenza di diverse identità religiose all'interno dell'Europa centrale offrì il destro per oltre un secolo e mezzo a drammatici confronti fra le diverse componenti sociali e religiose.

## John Locke
Un'importante opera nell'ambito della tolleranza è la Lettera sulla tolleranza di John Locke, scritta nel 1685 circa.
L'opera veniva scritta alla vigilia della Gloriosa rivoluzione che di fatto instaurava una monarchia costituzionale in Inghilterra sancendo dei diritti dei sudditi e del Parlamento mediante il Bill of Rights (1689).
Locke stabiliva che lo Stato dovesse essere laico perché un'imposizione religiosa da parte dello stesso avrebbe provocato solo lotte religiose destinate a gravi conseguenze anche politiche per cui era meglio lasciare alla religione le questioni religiose e allo Stato le questioni laiche.
Nonostante il titolo, però, Locke si rivelava a sua volta intollerante escludendo dalle sue osservazioni filosofiche: la Chiesa cattolica, accusata di negare l'ideale di tolleranza volendo imporre la propria religione, e l'ateismo, che veniva considerato inaffidabile dal punto di vista dei valori morali.

## Il razionalismo
Un importante contributo fu in tal senso da pensatori come Baruch Spinoza (1632-1677), David Hume (1711-1778) e dall'illuminista francese Voltaire (1694-1778) che al tema della tolleranza dedicò un trattato sulla tolleranza (1763).